# 다비트 스트렐레츠
다비트 스트렐레츠(슬로바키아어: David Strelec, 2001년 4월 4일 ~ )은 슬로바키아의 축구 선수로, 슬로반 브라티슬라바와 슬로바키아 국가대표팀에서 공격수로 활약하고 있다.

## 구단 경력
스트렐레츠는 2018년 8월 5일 젬플린 미할로우체와의 경기에서 슬로반 브라티슬라바 소속으로 슬로바키아 수페르리가 데뷔 전을 치렀다. 그는 2021년 여름에 스페치아 칼초로 이적했다. 2023년 1월 31일, 스트렐레츠는 2022-23년 시즌이 끝날 때까지 세리에 B의 레지나로 임대되었다.

## 국가대표팀 경력
2021년 3월, 슈트렐레츠는 키프로스, 몰타, 그리고 러시아와의 2022년 FIFA 월드컵 예선 3경기에 출전하기 위해 슈테판 타르코비치에 의해 슬로바키아 국가대표팀에 처음으로 차출되었다. 그는 3월 24일, 전 상대인 온드레이 두다를 상대로 83분만에 교체 투입되며 득점 없이 비겼다.